# 阿部牧郎
阿部牧郎（日语：／ Abe Makio，1938年9月4日—2019年5月11日）是日本小说家。京都府出身。京都大学文学部毕业。1968年凭借章鱼与精锐出道，之后1969～1971年共有7次（第61、62、64、65、67、71次）成为直木奖候选人。1987年凭借各自的终乐章获得第98届直木奖。虽然有很多官能小说作品，但是也有很多与棒球相关的小说，比如有一次阿部牧郎凭借失去的球谱成为直木奖候选者，之后亦写了狼们的笑日、堂吉诃德军团、焦土的棒球联盟等虚构作品、纪实文学作品。